# Casa Tosquella
La Casa Tosquella es un edificio modernista resultado de una reforma hecha en 1907 por Eduard Maria Balcells, un monumento protegido como Bien de Interés Cultural (BIC) y Bien Cultural de Interés Nacional de Cataluña, ubicado en la ciudad española de Barcelona.

## Descripción
El edificio, una especie de torre de carácter residencial en el barrio de San Gervasio de Cassolas, es a tres vientos, y consta sólo de planta baja y un semisótano visible desde el jardín. En la composición de los alzados se combinan los elementos curvilíneos y las líneas rotas, propios de la estética modernista, con otros de carácter arabizante, como los arcos de herradura, usados nuevamente desde el siglo XIX por los estilos historicistas y, más adelante, en algunos edificios modernistas. Cabe destacar la decoración de barandillas, ventanas y forja en general, así como estanterías y vidrieras, en el presente deteriorada.

## Historia
La casa Tosquella es una de las primeras obras del arquitecto Eduard M. Balcells, perteneciente a la segunda generación de arquitectos modernistas, y cuya obra se mueve en unos niveles de calidad discretos. Se trata de una reforma de una casa de veraneo de 1889 hecha en origen por el maestro de obras Juan Caballé. La reforma fue encargada por Antonio Tosquella, persona retornada de América tras el fin de la colonización española, con buena posición económica. Es un edificio de estilo ecléctico con lenguaje arabizante y de estructura similar a Casa Calado, también de Balcells, pero con un tamaño superior. Además, cuenta con unas barandillas de forja de gran fantasía. La finca es ahora propiedad del Ayuntamiento de Barcelona y se encuentra en proceso de reforma.